# Dehaasia purpurea
Dehaasia purpurea är en lagerväxtart som först beskrevs av Adolph Daniel Edward Elmer, och fick sitt nu gällande namn av André Joseph Guillaume Henri Kostermans. Dehaasia purpurea ingår i släktet Dehaasia och familjen lagerväxter. Inga underarter finns listade i Catalogue of Life.